# Postleitzahl
| rein numerisch ! Layout !            | rein numerisch ! Layout !             | alphanumerisch                                               |
| ------------------------------------ | ------------------------------------- | ------------------------------------------------------------ |
| 3 Stellen4 Stellen5 Stellen6 Stellen | 7 Stellen8 Stellen9 Stellen10 Stellen | 6 Stellen7 Stellen8 Stellen Keine Nutzung von Postleitzahlen |

Eine Postleitzahl (Abk. PLZ) ist eine Ziffern- oder Buchstaben-/Ziffern-Kombination innerhalb von Postadressen auf Briefen, Paketen oder Päckchen, die den Zustellort eingrenzt.

## Postleitzahlen in der Datenverarbeitung

### Nicht nur Ziffern
Postleitzahlen sollten nicht als Zahlen angesehen werden, da mit ihnen nicht gerechnet wird, sondern als Zeichenketten. Obendrein werden diese nicht unbedingt nur aus Ziffer-zeichen gebildet. Z. B. bei folgenden Ländern können die Postleitzahlen auch Buchstaben und/oder Sonderzeichen enthalten (für eine Gesamtübersicht siehe auch Liste der Postleitsysteme):
- Andorra (AD501)
- Argentinien (B1636FDA)
- Bermuda (AA 12)
- Brunei (AA1234)
- Ghana (A?12345)
- Irland (A65 F4E2)
- Kanada (A0A 0A0)
- Lettland (LV-1234)
- Malta (VLT 1117)
- Niederlande (1234 AB)
- Venezuela (1234-A)
- Vereinigtes Königreich (AA0A 0AA)

### Führende Null
Außerdem gibt es Postleitzahlen (z. B. Deutschland) mit führenden Nullen, die bei der Behandlung als Zahl ohne Bedeutung blieben. Im englischsprachigen Umfeld werden die Postleitzahlen korrekter als Code bezeichnet.

### Anzahl Stellen
Da Postleitzahlen bis zu zehn Stellen haben können (z. B. Vereinigte Staaten von Amerika: fünf Ziffern, Bindestrich, vier Ziffern), wird für die Speicherung von internationalen Adressen in EDV-Systemen eine Länge von zehn Zeichen für die Postleitzahl empfohlen.

## Postleitzahlen in der Privatwirtschaft
Obwohl Postleitzahlen originär als postinterne Zustellsystematik fungieren, haben sie in den allermeisten Ländern der Erde einen mindestens quasioffiziellen Charakter. Denn nicht nur konkurrierende Zustellunternehmen bedienen sich desselben Systems, auch Unternehmen und Organisationen planen ihre räumlichen Aktivitäten mit Hilfe der Postleitzahl. Auf dieser Basis werden in der Privatwirtschaft beispielsweise Lieferzonen, Geschäftsstellenbereiche oder Außendienstgebiete abgegrenzt. Auch dienen sie manchmal der Marktforschung, wie z. B. zur Erhebung des Kunden-Einzugsgebietes eines Ladengeschäfts (z. B. Baumarkt) an der Kasse mit der Frage nach der Postleitzahl des Kundenwohnortes.
Der zentrale Vorteil besteht dabei in der Möglichkeit, organisationsrelevante Informationen unterschiedlichster Art räumlich leicht zuzuordnen. Denn nicht nur Unternehmensdaten, sondern auch externe Steuerungskennziffern (z. B. Einwohnerdaten) sind einer Postleitzahl normalerweise leicht und eindeutig zuzuordnen. Die Postleitzahl hat sich aufgrund einer ganzen Reihe von weiteren Eigenschaften als elementare Analyse- und Planungseinheit bewährt:
- Postleitzahlen sind eindeutig und flächendeckend: Ein PLZ-Gebiet bildet sich aus der Einfassung aller Briefkästen mit derselben Postleitzahl. Daher lässt sich für fast jeden Punkt eines Landes sagen, welcher PLZ er angehört.
- Postleitzahlen bilden ein heterogen feinmaschiges Netz und spiegeln damit die wirtschaftlichen Ballungsräume eines Landes wider: In dicht besiedelten Regionen sind die einzelnen PLZ-Gebiete viel kleiner als beispielsweise in unbewohnten Gegenden.
- Postleitzahlen entsprechen der Topografie: Ihre Grenzen verlaufen in aller Regel entlang von realen Objekten wie Straßen, Flüssen oder Ortsteilen, und so gut wie niemals reicht ein PLZ-Gebiet über unüberwindbare Barrieren hinweg, beispielsweise über Flussabschnitte ohne Überquerung.
- Postleitzahlen bilden in den meisten Ländern der Erde ein hierarchisches Gebietssystem, d. h., die ersten Stellen beschreiben eine gröbere Gebietseinteilung als die vollständige Postleitzahl. Unternehmensaktivitäten können so auf verschiedenen Ebenen ausgewertet werden.
- Postleitzahlbezogene Informationen können intern wie extern besonders leicht kommuniziert werden. So können beispielsweise Außendienstmitarbeiter oder Handelsvertreter mit PLZ-Listen versehen werden, die „ihren“ Zuständigkeitsbereich festlegen. Kunden können bei Kassenbefragungen nach ihrer PLZ befragt oder Lieferzonen nach Postleitzahlen dargestellt werden usw.

## Weitere Verwendungen von Postleitzahlen
Des Weiteren dienen Postleitzahlen der örtlichen Zuordnung bei der Onlinesuche in Branchenverzeichnissen, bei Online-Tarifvergleichen von Strom- und Gaspreisen bei Preisvergleichsportalen und Anderen.
Bei Kfz-Navigationssystemen verkürzt und erleichtert die Verwendung der Postleitzahl statt der namentlichen Ortseingabe die Handhabung meist beträchtlich.

## Internationale Postleitsysteme
Nachdem die Ukrainische SSR in den 1930er Jahren für einige Jahre ein landesweites Postleitzahlensystem namens Index verwendete, führte das Deutsche Reich als erster Staat weltweit 1941 die Postleitzahlen ein. Danach folgten die Vereinigten Staaten (1963) sowie die Schweiz (1964) als drittes Land. In Österreich wurden die Postleitzahlen 1966 eingeführt und am Anfang des Jahres mit einer markanten Werbebriefmarke zu diesem Thema beworben. 2003 hatten nach Angaben des Weltpostvereins 117 Staaten ein Postleitsystem eingeführt.